# 百鬼夜行――陽
『百鬼夜行――陽』（ひゃっきやこう・よう）は、文藝春秋から刊行されている京極夏彦著のホラー小説集。「百鬼夜行シリーズ」の『姑獲鳥の夏』から『鵼の碑』までの登場人物のサイドストーリー。1999年に刊行された『百鬼夜行――陰』に続く、シリーズ第2弾に当たる。タイトルは鳥山石燕の画集『画図百鬼夜行』から採られている。

## 出版経緯
- 2012年（平成24年）3月、文藝春秋より刊行（ISBN 978-4-16-381230-4）
- 2015年（平成27年）1月、文春文庫より刊行（ISBN 978-4-16-790273-5）
- 2016年（平成28年）9月、講談社ノベルスより刊行（ISBN 978-4-06-299081-3）

## 各話概要

### 青行燈 （あおあんどう）
- 「陰摩羅鬼の瑕」のサイドストーリー（『オール読物』（文藝春秋）2001年1月号 掲載）

登場人物
平田 謙三（ひらた けんぞう）
由良伯爵家の資産を管理し適切に運用する由良奉賛会の理事。41歳。
かつては筑摩野出身の平民の苦学生で、昭和10年、卒業後に有徳商事に就職して雑用を熟し、復員後は経理を任され胤篤の目に留まり、6年前に奉賛会へ出向、昂允のように生活者でない人種に大金を預けるのは問題だと思い案じて職務に励んできた。
殺人事件の騒乱後は業務上処理しなければいけない案件が数十倍に膨れ上がっている。2箇月かけて残務整理を大方終え、有徳商事への復職を前に胤篤を尋ねて報告する。
何故か戸籍上存在しないはずの妹が居た気がしている。
中禅寺 秋彦（ちゅうぜんじ あきひこ）
事件に関わった古書肆。平田から由良家3代以上に亙って集められた蔵書の処分を一任され、同業者13名の協力を得て大量の本を買い取り、書籍ではない由良家の個人的記録50冊を「売れない」ものとして目録にまとめる。
文学芸術方面が不得手な朴念仁の平田に、古書は骨董とは違い、何が書かれているか、何時、誰が書いたのかと云う「中身」が、美術品的価値や稀少価値を凌駕すると解説する。
由良 胤篤（ゆら たねあつ）
有徳商事の会長相談役であり創業者。由良家の先先代公篤卿の末弟で、由良一族の長老、由良分家会の筆頭でもある。叙爵を受ける前に分家の養子に出されているので、旧伯爵家の人間でも華族でもない。強欲な俗物でもあるが、時に厳しく冷徹で、聡明で奇抜な発想も持ち、気さくで商売熱心。
事件を経て気力を失い、体調不良を訴えて凡百職務から一時身を引き、人に会いたくないと云って諏訪湖を望める閑静な別宅で静養している。ここ暫くは由良家代々の当主が記した個人的な文書のうちで父と兄が書いたものを読んでいる。

### 大首 （おおくび）
- 「陰摩羅鬼の瑕」、「邪魅の雫」のサイドストーリー（『小説現代』（講談社）2003年5月号 掲載）

登場人物
大鷹 篤志（おおたかあつし）
長野県警の警官。32歳だが、実年齢より4、5歳若く見える。
15歳の時に蚊帳に忍び込んで眠る百合の顔を見て射精して以来、性に関わる情動と結び付いた背徳さを抱いており、性的な刺激によって喚起され興奮や絶頂に比例して増幅される自虐的な感情に阿まれ、自らを愚かだと思っている。
16歳の頃に女性と関係を持って以来、商売女や近所の好色な娘達と遊び、父の情婦だった徳子とも現在に至るまで7年間に亙って情交し続けている。下宿の向かいに住む薫子に恋愛感情を抱きながらも、性的対象として選択するのが厭で声を掛けることもできず、悶々として徳子との関係を続けるうちに、情愛と官能が乖離していく。
徳子（とくこ）
戦後間もなく大鷹家に雇い入れられた住み込みの手伝い婦。25歳。塩山の農家の娘。気立てが良く、能く働き、裁縫が得意で、読み書きは不得手だが絵が上手い。父親は早くに亡くなり、実家には老母と齢の離れた兄が2人居り、嫁に行った姉も1人居る。
大鷹の父と密かに関係を結び、情事を覗き見した大鷹とも関係を持つが、肉体だけの情夫情婦の関係で、恋人ではなくお互い結婚する気はない。娯楽の代償行為なのか、7年が経った現在も週に1、2度は情交を持ち掛け、大鷹が3年前に下宿に移ってからもお世話と称して彼の許に通っている。
奥貫 薫子（おくぬき かおるこ）
大鷹の下宿の向かいの家に住む小学校の教員。清潔感のある都会的な娘。大鷹からは恋愛感情を向けられていたが、幾度か擦れ違った程度の関係。蓼科に住む旧華族と恋愛結婚することが決まっている。
百合（ゆり）
大鷹の親戚で本家の娘。大鷹より1歳くらい年下。顔立ちは迚も綺麗だったが、身体が弱く膄せていて、いつも青白い顔をして、俯いてばかりいた。煽情的な容姿をした花田と云う看護婦が常時ついていた。

### 屏風闚 （びょうぶのぞき）
- 「絡新婦の理」のサイドストーリー（『オール読物』（文藝春秋）2009年5月号 掲載）

登場人物
多田 マキ（ただ まき）
四谷警察署の目と鼻の先で非合法の小間式簡易宿泊施設を営む老婆。明治6年10月3日生まれ。
元々実家は料亭だったが15歳の時に破産、家族が必死に働く中で若い門付けの書生を情夫にして家に引き入れ、うしろめたさを感じつつも自堕落に暮らす。そのうちに、父は事業に失敗して首を縊り、20歳を過ぎた頃に借財の返済のため廓へ売られ、数年後に男の口車に乗って足抜けするが品川の場末の淫売宿に売り飛ばされる。宿が摘発されると身を持ち崩して四谷鮫ヶ橋の細民窟に堕ち、30歳を過ぎて所帯を持ったが亭主には2年で棄てられ、以来売春の斡旋業のようなことをしていた。
11歳の頃、実家にあった高さ7尺の屏風から覗く黒い人影に驚いて傷をつけてしまい、以来男に躰を開いてうしろめたさを感じる度に、衣桁屏風や衝立の後ろから凝乎と覗く黒い異形を幻視するようになる。
為次郎（ためじろう）
細民窟でマキの内縁の夫となったやけに背の高い車夫。悪人ではなかったが、頭の悪い飲んだくれで、女癖は悪かった。生きるために2年程添ったが、後半の1年は喧嘩ばかりで、呉服屋の令室と出来た揚げ句に駆け落ちした。その後は消息不明で、駆け落ち先で捕まったとも、心中したとも云われている。

### 鬼童（きどう）
- 「邪魅の雫」のサイドストーリー（『オール読物』（文藝春秋）2009年11月号 掲載）

登場人物
江藤 徹也（えとう てつや）
母が営む惣菜屋を手伝う青年。人としてちゃんとしていない自覚があり、内心自らを「人でなし」と称する。生きることに対する執着がないので無気力で、自分以外の人間と関わりを持ちたくない質なので他者にも自分にも興味がなく、他人の言葉がト書きのように感じられて自分の心に響かず、幼い頃から熱心に話をされると頭の中に泥のような何かが詰まっていくように感じている。
優しい母のことは好きだったが、かけられた愛情の見返りを返すことさえ煩わしいと思っていた。1箇月程前から病みついている母の看病をしていたが、自立するのが億劫で目先の安寧を望み、大きな病院で検査を受けるかの判断を母本人に委ねて見殺しにした。
江東 登美枝（えとう とみえ）
徹也の母で、練馬で小さな惣菜屋を営む。女手一つで息子を育て、銃後も戦後も随分と無理をして倒れる。病状は深刻で、病み付いて一箇月で死去。警察は心不全として処理した。
熊田（くまだ）
惣菜屋の手伝い。戦争で夫と息子を失い天涯孤独。登美枝の遺体と自失している徹也を見つけ、徹也の代わりに葬儀に関する諸々の手配をする。

### 青鷺火 （あおさぎのひ）
- 「狂骨の夢」のサイドストーリー（豆本『青鷺火』（講談社・2007年）

登場人物
宇多川 崇（うだがわ たかし）
怪奇小説が専門の小説書き。その道20年の大家で、言論統制により国体を讃える作品を書くよう強制されるて息苦しくなり、サイパン陥落の大本営発表の日に癆咳の疑いがあると仮病を使って東京を離れ、故郷の埼玉県本庄に隠居する。
29歳の時から2年弱連れ添った妻とは大正の終わりに死に別れ、以来19年独身を貫いている。
疎開先では近所に住む宗吉と交流を深める。
宗吉（そうきち）
宇多川が住む小屋の唯一のご近所。自他共に認める落伍者で、若い頃から仕事が長続きせず、最後は本庄から児玉まで走っていた電気軌道の運転士をしていたが、昭和5年に廃止になってわずか5年で失職、それからの14年間は野菜を作り山菜を採って喰い自給自足で生きている。近所の分校の校長は尋常の同窓で、若い頃から働けと煩瑣く説教されている。
30歳を過ぎた頃に結婚したが、最初の子は1歳になる前に死亡、2人目の子も電気軌道を解雇される直前に11歳で川で溺死、息子の死と失業を経て何もしないで寝てばかりいる自分に代わって働いていた妻も、栄養失調と流行感冒で39歳の若さで亡くしている。妻が死んだ時に青く光る大きな鷺が飛んで行くのを見た体験から人は死んだら鳥になるのだと考えている。
宇多川 さと（うだがわ さと）
宇多川の亡妻。宇多川の小説を載せた雑誌の編集長が媒酌人となり、21歳の時に8歳齡上の夫と見合い結婚した。会話は乏しいものの夫婦仲は良かったのだが、結婚から僅か1年くらいで胃穿孔に倒れ、何度か入退院を繰り返し、倒れて1年目の大正15年10月14日に病死する。

### 墓の火 （はかのひ）
- 「鵼の碑」のサイドストーリー（『オール読物』2010年2月号 掲載）

登場人物
寒川 秀巳（さむかわ ひでみ）
薬剤師。東京の大学に行っていた。植物学者の父は昭和9年に日光で不可解な転落死を遂げ、母も15歳の頃に亡くしている。
父との仲は普通だったが、死別直後は余り実感を持てず、10年以上経ってようやく悲しみが湧く。そして死の真相を知りたいと云う欲求を持ったものの、鬱鬱としているうちに数年が過ぎ、死後20年を経て笹村と出会う。これが契機となり、死後に父から届いた葉書に記されていた「厄介な物」が何かを知るために日光を訪れる。
桐山 寛作（きりやま かんさく）
日光山の山小屋に暮らす老人。明治の生まれで80歳を超えているものの、矍鑠とした物腰からは60過ぎくらいに見える。今でこそ平民だが、先祖は日光派マタギで、祖父の代まではひとつ処に定住しない山の者だった。懐には日光派マタギの始祖とされる万事万三郎が日光権現から戴いた「山立根本ノ巻」という秘伝書を入れている。
日光三山全域に精通し、一般道以外の山道や獣道も熟知していることから、19年前には調査団の案内役を務めた。19年を経て訪ねてきた秀巳を、英輔の死亡現場まで案内する。
笹村 市雄（ささむら いちお）
下谷に住む仏師。19年前に起きた両親の殺害事件に関わる不可解な謎を追っており、新聞記者だった父が何年もかけて汚職事件を追い掛けていたことまでは掴み、遺品の手帳を調べる過程で英輔の存在に行き着く。英輔の死によりこれ以上は辿れないと判断したが、墓参りをしている時に故人の息子の秀巳と出会い、共にかつての死亡現場まで向かう。
寒川 英輔（さむかわ えいすけ）
秀巳の父親で植物学者。故人。根っからの学究肌の変人で、家庭や子育てに興味や情熱を持てず、息子との縁は薄かった。植物でも特に樹木を好んだ。日光山国立公園選定準備調査委員会のメンバーだった。19年前の昭和9年、国立公園指定の半年前に調査中に転落死し、警察では過失に依る事故死として処理された。

### 青女房 （あおにょうぼう）
- 「魍魎の匣」のサイドストーリー（『オール読物』2010年6月号 掲載）

登場人物
寺田 兵衛（てらだ ひょうえ）
三鷹で箱作りを生業とする金属加工職人。37歳。口が重いが、妙に細かく几帳面で勘定は正確、手先が器用なので戦地では能く軍医の手伝いをさせられた。人付き合いは不器用で、人がする全てのことが苦手だったため、家庭の問題を煩わしく思い、取り憑かれたように箱作りに没頭した。
中学卒業後に旋盤工となり、鉄工所で溶接の技術を学んだ後、20歳の頃に商売が軌道に乗り手が足りなくなった実家に戻って木工を始め、25歳で妻を娶り、新たに精度の高い鉄箱作りを始めた。だが、妻は気鬱の病で育児を放棄してしまい、息子の竣公は世話を上手にできなかったせいで全く口を利かない子供に育ち、戦況の悪化で鉄が不足し箱作りもできなくなり、狂ってしまった家族の問題を解決できないまま妻子を残して出征した。
寺田 サト（てらだ サト）
兵衛の妻。生真面目で口数は少なく、黙々と働く。女手が足りないという理由で見合い結婚するが、息子を出産し義理の父が死んだ直後から気鬱の病を患い、一切子育てをせず、辛うじて食事するだけの廃人のようになり、時に暴れて死にたがる。5年かかって正気を取り戻し、それから半年で理性や感情を快復させるが、結局物を云わない息子を化け物のように怖がって気味悪がる。
寺田 竣公（てらだ としきみ）
兵衛とサトの息子。サトが鬱病で育児放棄をしたため、乳飲み子の頃から兵衛が何から何まで全部一人で世話をした。大病をすることもなく強く育つが、言葉の飛び交うことのない生活を送った所為で、5歳を過ぎても無表情で全く口を利かない子供になった。
徳田（とくだ）
兵衛の軍隊での上官。元は千葉の漁師。45歳。妻は出征中に栄養失調で死亡、息子も先に出征しており、父は足腰が萎えている。

### 雨女 （あめおんな）
- 「邪魅の雫」のサイドストーリー（『オール読物』2011年1月号 掲載）

登場人物
赤木 大輔（あかぎ だいすけ）
やくざの三下。訳あって平塚の保養所に身を隠しつつ、雑貨を売る露天商をしている。綺麗好きで几帳面で折り目正しいことを好むが、不規則で怠惰な生活に馴染んでいる。酒には弱く、酔うと気分が悪くなって愚痴ばかり云うので、人を誘って飲むことはほとんどない。
実家は貧しい干瓢農家で、家柄も悪く貧乏なので学歴は低い。父親の厄年に生まれ、村の風習で一度捨てられ有力者に拾われるはずだったのだが、突然の雨に慌てた父が拾い親の前に拾い直してしまい、厄が落ちていないと云われ続けて育った。そのため、自分に自信がなく、人見知りが激しく愛想もない。見下される質なので人から怖れられることは少ない。
幼少期から雨の日に水溜まりに映る女の顔を幻視し、酷い目に合わされている可哀想な女を見過ごそうとすると、水に映る女から責められるように感じ、善行を強いられるが、義憤や同情による行動から自業自得で自分の首を締める結果になってしまう。考える力はあり物覚えも良く要領も良い方で機転も利くのだが、運が悪いのか度胸がないのか立ち回りが悪いのか、どんなに誠実に努めても、何もかも上手く行かず凡て裏目に出て失敗する。云い訳や責任転嫁は性に合わないと現実を受け入れるので、謂れのない罪を着せられたり損をすることも多いが、身から出た錆だと悉く諦めることにしている。
咲江（さきえ）
赤木が生まれた村に住む、オモリ様と呼ばれる巫覡の家系の娘。村の中では最下層の家で、白地に蔑視されていた訳ではないが、色眼鏡で見られて少しばかり気味悪がられていた。赤木が17、8歳の頃に村の有力者だった若衆の一人に性的暴行を受け、密かに自分に懸想していた赤木が騒いで糾弾したことで、結果的に家格の違う加害者の許に嫁ぐことになったが、身分違いの婚姻で辛い思いをした挙句に首を吊って死んだ。また、その行為の所為で赤木家は村八分に近いところまで追い込まれ、赤木自身も親を見捨てて出奔することになる。
大庭 里美（おおば さとみ）
赤木の兄貴分の女房。嫉妬深く我が儘で猜疑心の塊のような最低の夫から暴行を受けており、逃げ出す度に赤木に愚痴を溢すようになる。そして2年前に赤木に乞うて一緒に逐電するが、すぐに捕まって引き戻された。上から不始末をきつく叱られたことで夫の暴力は多少改まったが、赤木はけじめとして大勢に暴行を受けて指を詰めさせられた上で組を追い出され、若頭の仲介で東京の小さな組の一番下っ端として迎えられる。

### 蛇帯 （じゃたい）
- 「鵼の碑」のサイドストーリー（『オール読物』2011年11月号 掲載）

登場人物
桜田 登和子（さくらだ とわこ）
日光榎木津ホテルのメイド。蛇が大の苦手で、紐や帯のように蛇に見える物も受け付けず、和服も着ることが出来ない。着付けが出来ない訳ではないのだが、腰紐も帯も帯締も触れられないせいで和服を着ることができず、最初に奉公した料理屋では異様に着替えに手間取って1箇月と経たずに解雇になる。頭の回転が多少遅く、器用さに欠けるので、何をするにも人の倍時間が掛かる。
栗山村の漆塗職人だった最初の父は6歳で、商人だった2番目の父・祐一（ゆういち）も10年前の戦争中に12歳で亡くし、紬織りと料理屋の仕事を掛け持ちしていた稼ぎ頭の母も昭和28年の正月に過労死、祖母も病み付いて、12歳の妹は虚弱で床に臥すことも多く、弟はまだ10歳と云う事情から、同じ町内に住む徳三の紹介で家から通えるホテルで通いのメイドとして働くことになった。
セツから蛇嫌いの程度が異常だと指摘され、不安定な将来に備えて恐怖症になった原因を思い出そうとする。
奈美木 セツ（なみき セツ）
日光榎木津ホテルの見習いメイド。唐子のような顔付きで、能く喋り、能く転ぶ、明るいが粗忽な娘。要領は良いがあれこれ雑な性分で、算術が不得手。倫子が入るまでは一番の新参者で、今も見習い期間中。
先輩家政婦の睦子から紹介された前の2つの奉公先で、それぞれ別の事件に巻き込まれて退職することになった経験から、世の中何が起きるか判らないと考えるようになり、不測の事態が起きた時のために備えておくべきだと公言している。
登和子の蛇嫌いが度を越していると感じ、蛇恐怖症になった理由が必ず何かある筈で、治すにはその理由を思い出す必要があると助言する。
倫子（みちこ）
日光榎木津ホテルのメイド見習い。19歳。落ち着いていて、そつなく仕事を熟す、気持ちの良い綺麗な娘。山育ち。日光の出身ではないので、客に何か尋ねられた時のために休みの度にあちこちを観て回っている。
蛇恐怖症の原因を探る登和子と話しているうちに、蛇の手触りを知っているなら以前に触ったことがある筈だと推測する。

### 目競 （めくらべ）
- 「姑獲鳥の夏」以下全作のサイドストーリー（書下ろし）

登場人物
榎木津 礼二郎（えのきづ れいじろう）
後の私立探偵。器用で、運動能力に恵まれ、賢く、度胸も腕力もあり、努力や修練は好まないが、勝負事には子供の頃から大抵勝てる。物心ついた頃から自分には「ないもの」が視えていると気付き、兄や父に相談するが解って貰えなかった。成長と共にそれが「あったもの」で、他の人間が自分の視覚に影響を及ぼしているのだと考えるようになり、学生時代に中禅寺から「他人の記憶」を視ているのだと云い当てられる。その影響で人と違って輪郭がはっきりと視える動物が好きで、万有引力からも正面からも自由で単純で潔く生きている（ように見える）魚の眼を羨んでいる。
7、8歳で体質に折り合いをつけて、この世の中の凡百のものに意味はなく、後から勝手に自分自身が意味付けするのだと達観して生きるようになるが、終戦直前に照明弾を浴びて左目をほぼ失明したせいで他人の記憶がより鮮明に視えるようになってしまう。解員後、半年程実家で居候してから家を出て、人に会わないようイラストレーターの仕事を始めるが、絵に文句を付ける仲介人が戦地で子供を殺していることに気づいて辞め、続いて兄が経営するジャズクラブでバンドの手伝いをしている。
榎木津 総一郎（えのきづ そういちろう）
礼次郎の兄。世間一般では至極まともな人間として諒解されている。兄弟仲は良い方だが、礼次郎は普通でただの気の良い馬鹿でどうでもいい人だとも思っている。父から生前分与された財を元にジャズクラブを開き、稼いだ金で日光に外人向け保養所を建てようと計画している。
幼い礼次郎から「ないもの」が視えていると相談されたが、お互い語彙も拙かったせいで全く理解出来ず、目が悪いか、幽霊を見ているか、頭がおかしいか、と云う普通の回答しか出来なかった。
榎木津 幹麿（えのきづ みきまろ）
礼次郎の父。爵位まで賜った旧華族だが、徹頭徹尾酔狂な性質で、政治にも経済にもまるで興味がなく、博物趣味だけがある変人。役に立たぬことばかりにうつつを抜かしているが、自覚はないものの商才があってかなり儲けている。穏やかで怒ることはないが、我が子であっても他人を甘やかすこともなく、無関心とも取れる素っ気ない反応をする。
幼い礼次郎から体質について相談された際にも特に関心を示さず、人はみんな違うから、困っていないのであれば問題ないだろうと放置する。
中禅寺 秋彦（ちゅうぜんじ あきひこ）
礼次郎の学生時代からの古い朋輩。礼次郎に視えているのが「他人の記憶」だと見抜いた唯一の男。何があっても当たり前だと思っているため、礼次郎の体質にも驚きもせず、初対面以降それに就いて一度も話題にしたことがない。
関口 巽（せきぐち たつみ）
礼次郎の学生時代からの古い朋輩。礼次郎の意味不明な言動に振り回される。